# Vargashinsky (huyện)
Huyện Vargashinsky (tiếng Nga: ? райо́н) là một huyện hành chính tự quản (raion), của Tỉnh Kurgan, Nga. Huyện có diện tích 3041 km², dân số thời điểm ngày 1 tháng 1 năm 2000 là 24600 người. Trung tâm của huyện đóng ở Vargashi.